# Ватински кругови
Ватински кругови су археолошко налазиште у близини села Ватин код Вршца. Чине га четири правилна концентрична круга који идући од већег ка мањем формирају благо узвишење. Не зна се поуздано како су настали нити која им је била намена. Претпоставља се да су настали као део Ватинске културе и да су служили као опсерваторија за праћење кретања сунца и планета.